# Josep Frank
Josep Frank (l'Alguer, 1830-1900) fou escriptor alguerès. Ensenyà grec, matemàtiques i sard al liceu de l'Alguer. També fou bibliotecari del col·legi de l'Alguer del 1856 al 1860, i director de l'Institut Real de Bosa. Parlava i escrivia diverses llengües, i tingué una interessant correspondència amb Eduard Toda i Güell el 1869-1870 que suposà el començ del retrobament cultural entre Catalunya i l'Alguer. Va editar alguns poemes, com Romansa, Sarabanda, o Una vella al Camp Sant sobre la tomba de ma filla a revistes com La Ilustració Catalana del 1880 al 1894 i actuà com a catalitzador del primer grup catalanista de l'Alguer, que fundaria l'associació La Palmavera el 1906, encara que ell no ho pogué veure.